# Davide Lanzafame
Davide Lanzafame (ur. 2 lutego 1987 w Turynie) – włoski piłkarz występujący w Budapest Honvéd FC.

## Kariera
W sezonie 2007/2008 również występował w drugoligowym Bari, dla którego zdobył 10 bramek. 1 lipca 2008 trafił do US Palermo na zasadzie współwłasności z Juventusem. Antonio Conte, była gracz Juventusu oraz trener piłkarski porównał młodego napastnika do Cristiano Ronaldo. "Lanzafame dojrzał taktycznie, jest przebojowy, dynamiczny i posiada rzadki instynkt strzelecki. Jeśli wciąż będzie się rozwijał w tak błyskawicznym tempie może stać się graczem na miarę Cristiano Ronaldo" stwierdził Conte na łamach La Gazzetta dello Sport. Pod koniec czerwca 2010 Lanzafame powrócił do Juventusu. W styczniu 2011 został wypożyczony do włoskiego klubu Brescia.
10 sierpnia 2011 sprzedany został na zasadzie współwłasności do Catanii. 9 września 2012 wypożyczony został do Grosseto, a następnie do węgierskiego Budapest Honvéd FC. 12 sierpnia 2014 podpisał kontrakt z Perugią. W 2016 trafił do Novary Calcio, a następnie wrócił do Budapest Honvéd FC.

## Sukcesy
- Serie B
  - Juventus: 2006-2007
  - Bari: 2008-2009
- Młodzieżowy Puchar Włoch w piłce nożnej
  - Juventus: 2006-2007
- Turniej w Tulonie
  - Reprezentacja Włoch U-21: 2008